# Стэнли (Гонконг)

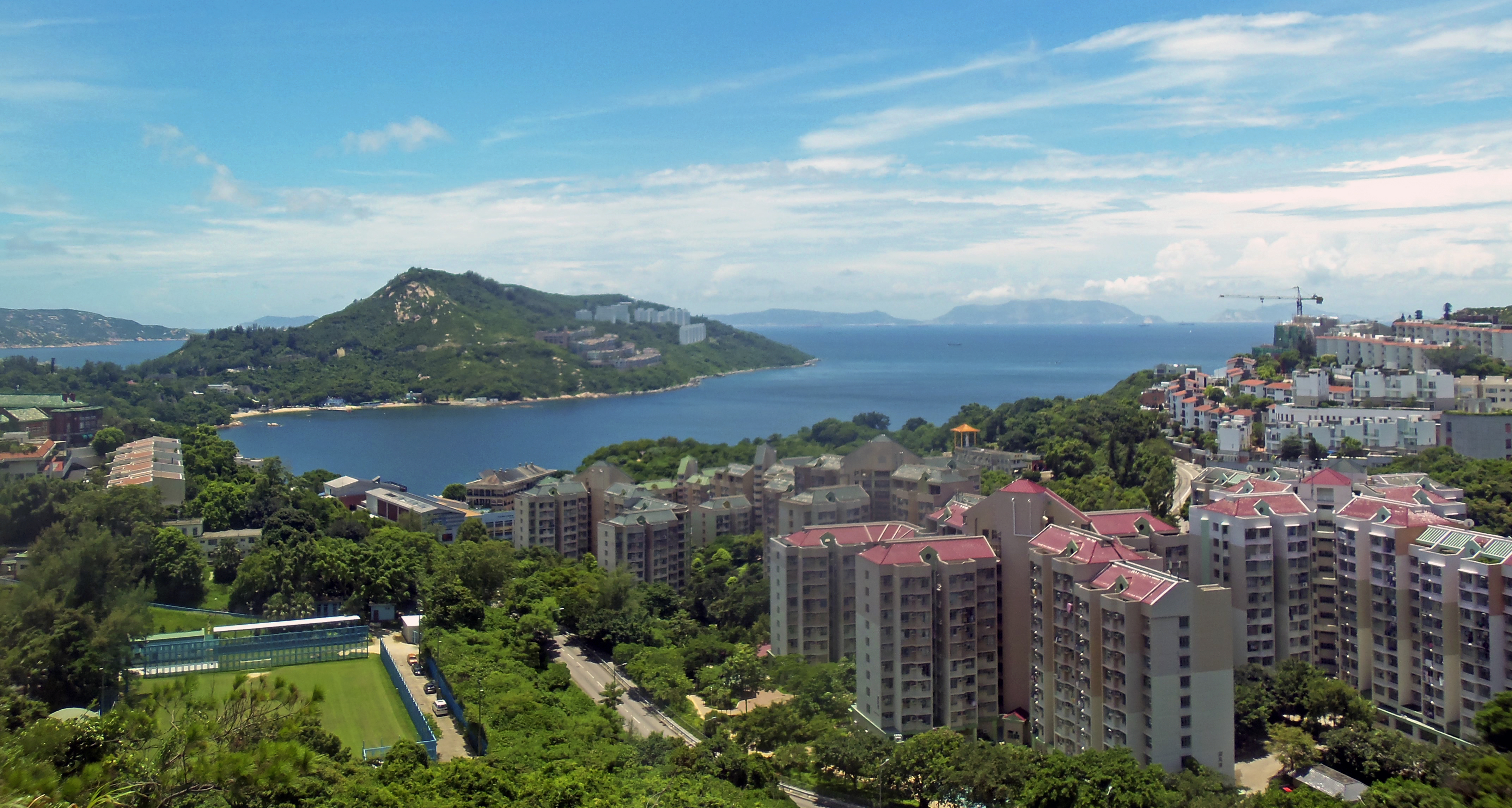
Стэнли

Стэ́нли (англ. Stanley, иер. 赤柱, кант.-рус. Чхекчхю, кит.-рус. Чичжу, также Цзыган, хакка Cak5Cu4) — гонконгский район, входящий в состав округа Южный. Расположен на южном побережье острова Гонконг. Старый город, расположенный на полуострове Стэнли, на побережье залива Стэнли-бэй, имеет китайское название Чхекчхю. Ранее в заливе Тайтам встречались плавучие поселения народности танка.

## История

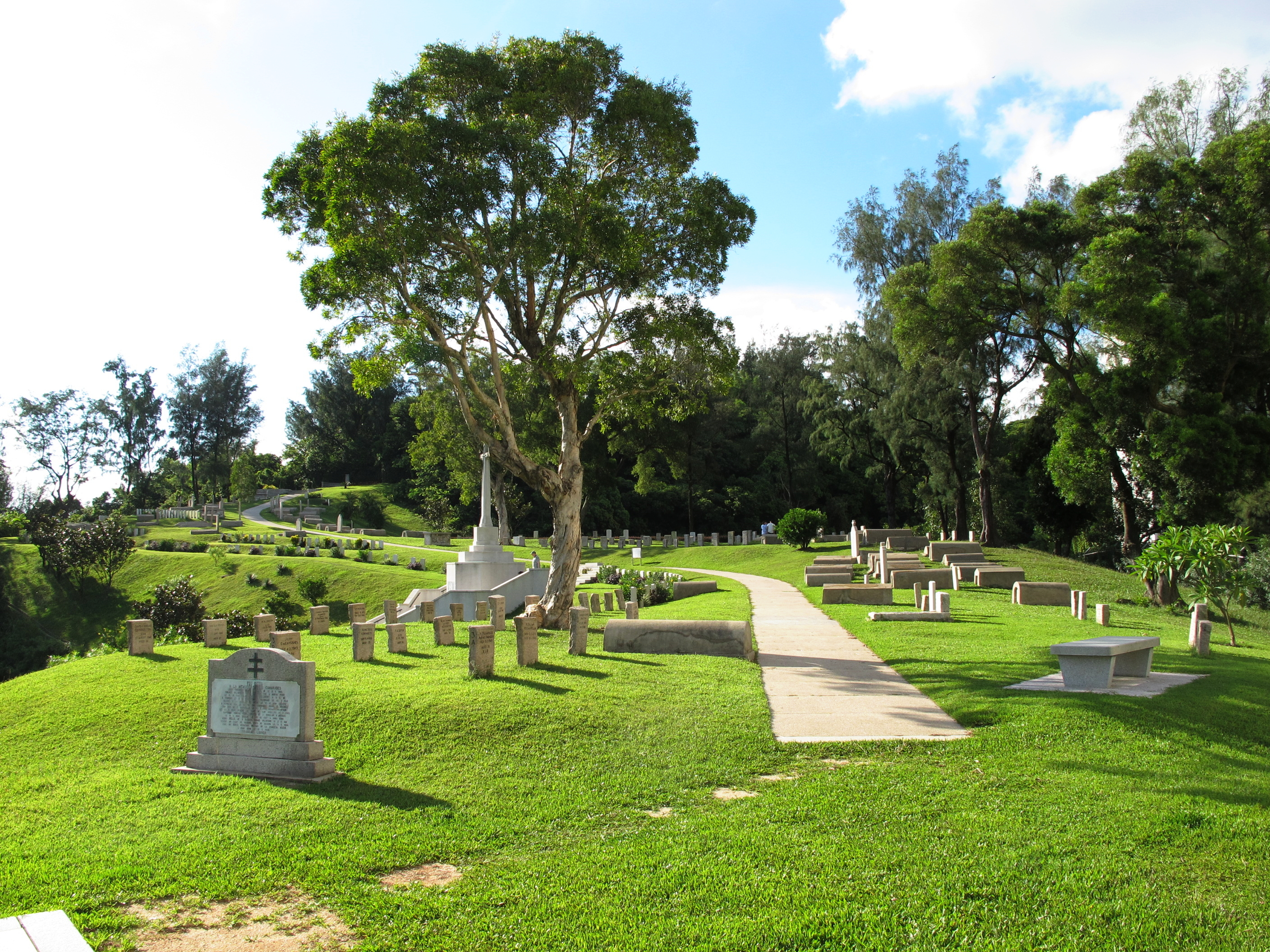
Военное кладбище Стэнли

Ранее полуостров был известен как Chek Chue или Chak Chue (賊柱) — «Пиратский пост», названный так в честь знаменитого китайского пирата Чхён Пхо Цая (начало XIX века). Возле храма Тхиньхау даже существовала пещера этого пирата, но её засыпали в 1950-х годах. По другой версии, название происходит от росшего здесь большого «хлопкового дерева» семейства мальмовых (木棉樹), которое во время цветения покрывалось ярко-красными цветами. Отсюда и пошло название «красный столб» на языке хакка (赤柱).
К началу XIX века Чхекчхуэ представлял собой небольшую рыбацкую деревушку, раскинувшуюся вокруг храмов Тхиньхау и Квуньям (Гуаньинь).
После британского завоевания город и полуостров получили название Стэнли — в честь лорда Стэнли, будущего графа Дерби и премьер-министра Великобритании (во время аннексии Гонконга он занимал пост секретаря по делам колоний). Некоторое время построенный британцами форт Стэнли даже был временным административным центром новой колонии, пока столица не была перемещена в Виктория-Сити на северном побережье острова Гонконг. Но форт и выросший вокруг него город сохранили своё стратегическое значение.
Во время Гонконгской обороны форт Стэнли был последним очагом сопротивления британских и канадских войск, остатки которых в декабре 1941 года были вынуждены сдаться японским оккупантам (они превратили форт в лагерь для военнопленных). Погибшие при обороне и умершие в плену военнослужащие были похоронены на военном кладбище Стэнли, основанном, как и форт, в 1841 году. Кроме военного лагеря, японцы организовали большой концлагерь для гражданских лиц, приспособив для этих целей колледж Святого Стефана и тюрьму Стэнли. После освобождения форт Стэнли был восстановлен как британские армейские казармы, затем использовался как детский центр и реабилитационный центр, а после перехода Гонконга под суверенитет Китая в 1997 году используется как военная часть НОАК.
В 2002 году на набережной Стэнли состоялось открытие вновь отстроенного здания викторианской эпохи Мюррей-хаус (построено в 1844 году в Виктория-Сити, в 1982 году разобрано, чтобы освободить место для небоскрёба Башни Банка Китая, в 2005—2013 годах в здании базировался Морской музей Гонконга).

## География

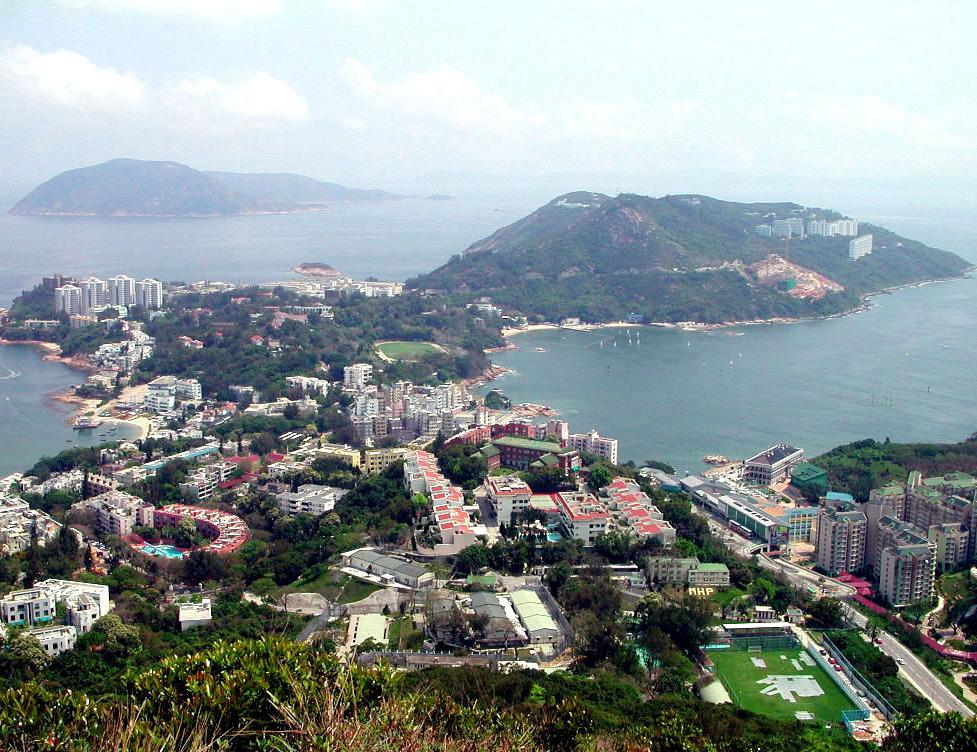
Полуостров Стэнли

На западе Стэнли граничит с районом Чунхамкок, на северо-западе — с районом Рипалс-Бэй, на севере — с районом Тайтам, на востоке — с районом Сэкъоу. Кроме того, Стэнли омывается водами заливов Стэнли-бэй и Тайтам-бэй, на севере граница проходит по водохранилищу Тайтамтук. Район состоит из трёх частей — полуострова Стэнли, полуострова Ред-Хилл и территории между ними.
Вдоль побережья залива Стэнли-бэй тянется променад и улица Стэнли-мэйн-стрит. В районе расположены парк Стэнли Махан, открывшийся в 2011 году, и часть территории парка Тайтам-кантри.

## Религия

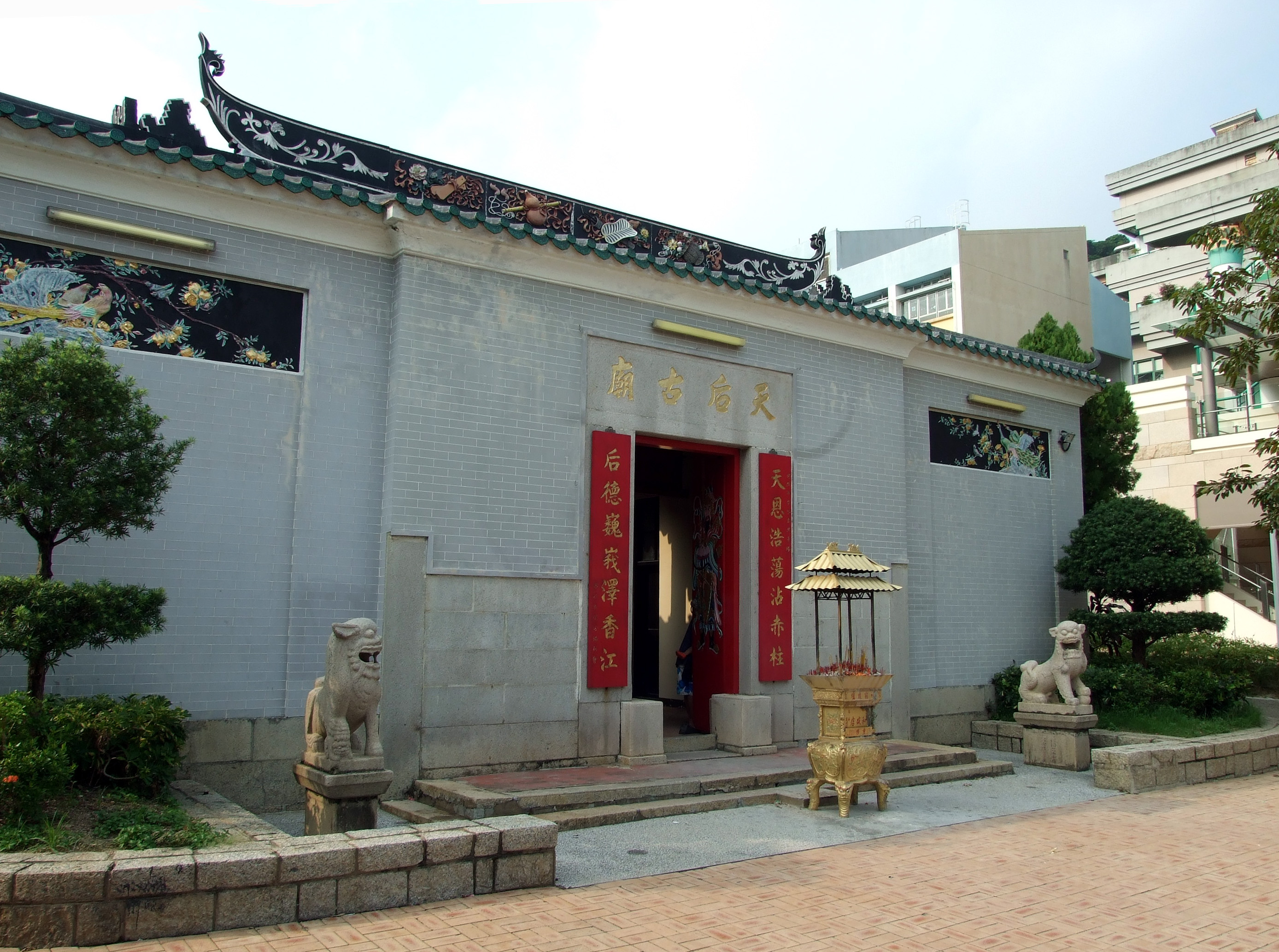
Храм Тхиньхау

В Стэнли расположены храм Тхиньхау, построенный в 1767 году, храм Квуньям (Пактай или Гуаньинь), построенный в 1805 году, храмы Давангон и Шуйшинь, католическая церковь Святой Анны, баптистская часовня Стэнли, мечеть Стэнли.

## Экономика
Основой экономики Стэнли являются туризм, розничная торговля и общественное питание. Среди главных торговых зон района — уличный рынок Стэнли, продовольственный рынок Стэнли-уотерфронт, торговые центры Stanley Plaza, принадлежащий Link Real Estate Investment Trust, и Redhill Plaza. Вдоль Стэнли-мэйн-стрит и вокруг рынка Стэнли расположено множество ресторанов, баров и закусочных.
Многочисленных горожан и туристов привлекают песчаные пляжи района Стэнли (Стэнли-мэйн-бич, Сент-Стивен-бич, Тартл-коув-бич, Хайпинь-бич), оборудованные зонами для барбекю и кафе. Ежегодно во время праздника драконьих лодок на пляже Стэнли-мэйн-бич проводятся соревнования драгонботов. Также в районе расположены жилые комплексы Redhill Peninsula (1990—1992 года), Ma Hang Estate (1993—2000 года), Lung Yan Court (1993 год) и Lung Tak Court (2000 год), комплексы по очистке сточных вод Стэнли и Ред-Хилл, Гонконгская спутниковая станция.

## Транспорт
Главными транспортными артериями района Стэнли являются улицы Кармель-роуд, Тунтаувань-роуд, Вонмакок-роуд, Стэнли-бич-роуд, Стэнли-гэп-роуд и Тайтам-роуд. Через район пролегает сеть автобусных маршрутов (в том числе и микроавтобусов). Узловой станцией является автобусный терминал «Стэнли-виллидж» возле рынка Стэнли. Имеется несколько стоянок такси. От пирса Блейка ходят паромы и прогулочные катера.

## Административные функции

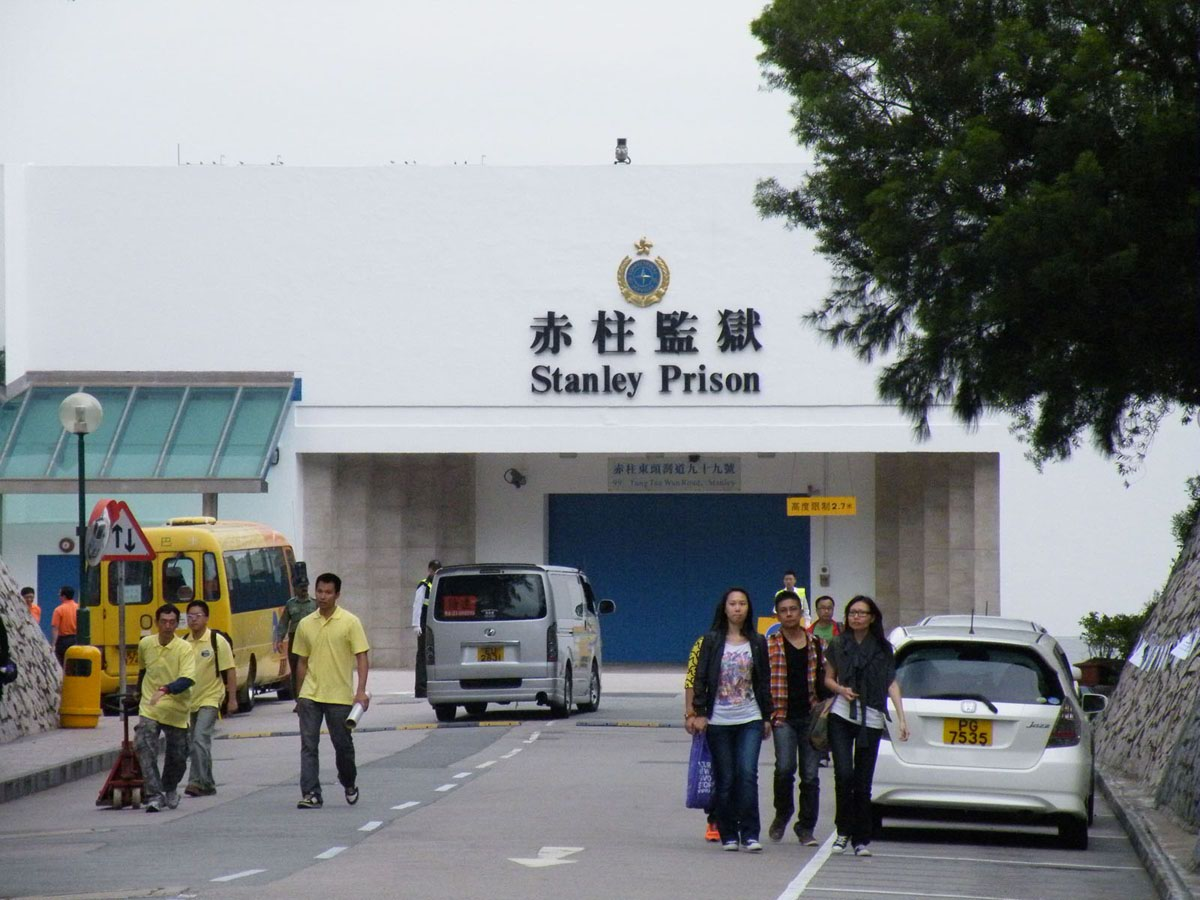
Тюрьма Стэнли

В Стэнли расположен большой комплекс департамента исправительных услуг. Он включает в свой состав тюрьму Стэнли, открытую в 1937 году (максимальный уровень безопасности), исправительное учреждение Пакшавань, открытое в 1999 году (средний уровень безопасности), исправительное учреждение Тунтау, открытое в 1982 году (минимальный уровень безопасности), Институт подготовки кадров департамента исправительных услуг и жилые кварталы для сотрудников. Недалеко от комплекса расположена тюрьма Махан, открытая в 1974 году (минимальный уровень безопасности).

## Культура и образование
В районе базируются христианский колледж Святого Стефана, основанный в 1903 году, Гонконгская морская школа, кампус Гонконгской международной школы, Музей департамента исправительных услуг, открывшийся в 2002 году, библиотека в муниципальном центре Стэнли, скаутский центр Тайтам. У торгового центра Stanley Plaza расположен открытый амфитеатр, в котором проводятся различные концерты и мероприятия.

## Спорт
В Стэнли расположены водные спортцентры Стенли-мэйн-бич и Сент-Стивен-бич, спортивный комплекс в муниципальном центре Стэнли (спортцентр Стэнли).